# Schloss Reinsberg

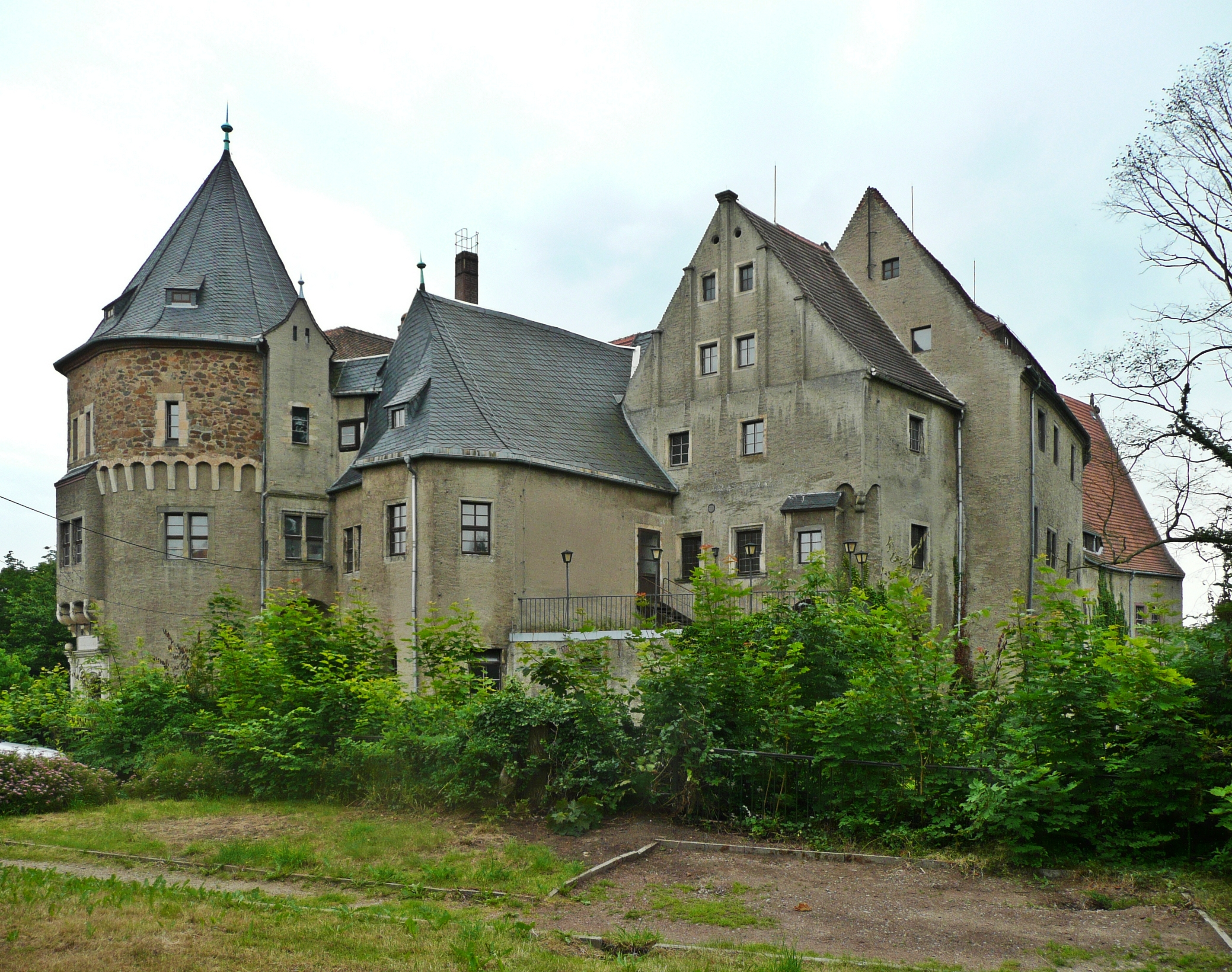
Schloss Reinsberg, 2009

Das Schloss Reinsberg  befindet sich in der Gemeinde Reinsberg im Landkreis Mittelsachsen in Sachsen. In älterer Literatur wird das Schloss auch als „Oberreinsberg“ betitelt, was historisch korrekt ist, da es sich im (ehemaligen) Ortsteil Oberreinsberg befindet.

## Geschichte

Schloss Reinsberg im 19. Jahrhundert

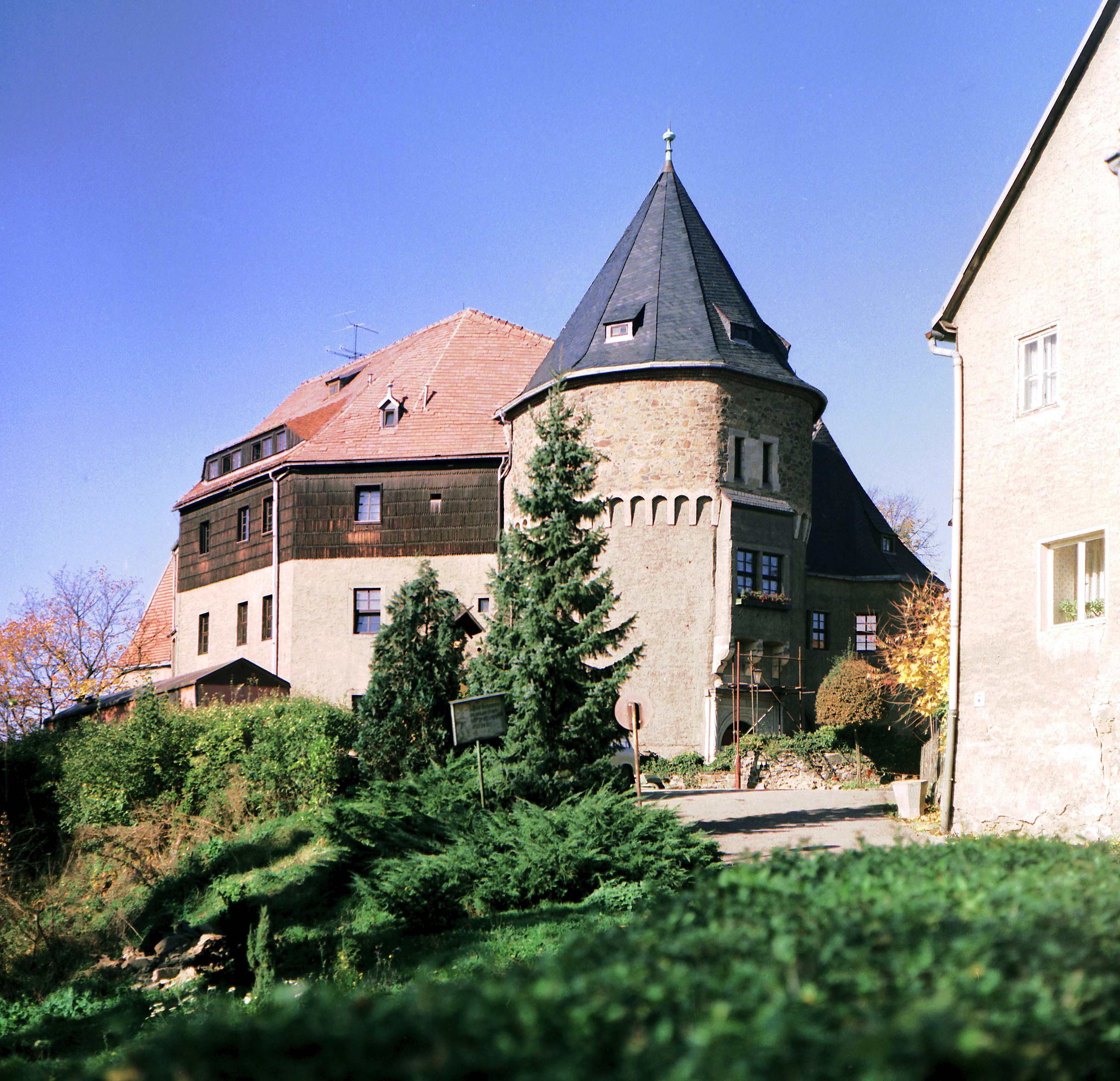
Schloss Reinsberg, 1989

Bereits 1197 befand sich hier der Sitz eines ritterlichen Herrengeschlechts. Davon zeugen noch heute die Schlösser in Reinsberg und Bieberstein.
Wann das Schloss Reinsberg erbaut wurde und wer dessen Gründer war, ist bis heute nicht mit Sicherheit nachgewiesen. Es wird aber als sehr wahrscheinlich angesehen, dass die Entstehung des Ortes und auch des Schlosses einem deutschen Edlen namens Reinhardt zu verdanken ist, der an diesem Ort eine Burg baute, unter deren Schutz sich nach und nach Landbauern ansiedelten.

## Lage
Der schwer zugängliche Steilhang über der Bobritzsch ist wohl der Grund dafür, dass hier eine burgartige Befestigung angelegt wurde. Von der ungeschützten Ostseite her wurde die Burg durch einen Graben gesichert, der nur durch eine Zugbrücke zu überwinden war. Ein mächtiger Turm überragte den Bau.

## Besitz
Als erste Besitzer des Rittergutes Reinsberg waren die Herren Reinsberg genannt, so 1197 "Reinhardus de Reginsberg". Die Herrschaft der Reinsberger dauerte nicht lange. Bereits im 14. Jahrhundert verloren sie größere Teile ihres Stammsitzes. Diese Anteile wurden im Jahr 1404 von den Schönbergern erworben, die im Jahr 1411 auch noch den Rest übernahmen. Somit ging die Burg in den Besitz der Schönberger über, die über 500 Jahre auf dem Schloss Reinsberg wohnten. Dazu gehörte auch ein als eigenes Rittergut geführtes Vorwerk in Krummenhennersdorf. 1572 erfolgte die Teilung des Besitzes in Oberreinsberg mit dem Schloss Reinsberg und Niederreinsberg mit dem Rittergut Niederreinsberg. Zum Besitz der Gutsherrschaften Reinsberg zählten die Orte Reinsberg (Ober- und Niederreinsberg), Dittmannsdorf, Drehfeld (zu Niederreinsberg), die ab 1780 erwähnte Siedlung Wolfsgrün (in der Flur von Oberreinsberg) und die weiter entfernten Exklaven Wüsthetzdorf und Obercunnersdorf.
Zu DDR-Zeiten war das Schloss Ferienheim des Kombinats Schwarze Pumpe. Dabei wurde in das Objekt noch 1988 erheblich investiert, so wurden die Küche und das Schwimmbad modernisiert. Aus dem Vermögen der Treuhand wurde es nach 1990 zunächst als Hotel weiterbetrieben, bevor es mehrfach veräußert wurde und etwa 1995 von einem spanischen Investor erworben wurde. Dessen Pläne, den Hotel- und Veranstaltungsbetrieb nach notwendiger Sanierung wieder aufzunehmen scheiterten, woraufhin das Schloss ab etwa 2009 wieder zum Verkauf stand. Im Oktober 2019 übte die Gemeinde ihr Vorkaufsrecht aus, um einen Verkauf an die Identitäre Bewegung und die Entstehung eines Zentrums der rechtsextremen Szene zu verhindern. Die Gemeinde konnte ihr Vorrecht 2021 endgültig auch gerichtlich durchsetzen. Der Kaufpreis von rund 500.000 Euro stellte jedoch eine hohe Belastung für die kleine Kommune dar, die daher umgehend wieder einen Käufer suchte.
Am 29. Juni 2021 beschloss der Gemeinderat Reinsberg den Verkauf des Schlosses an Mathilda Martina Huss. Diese hatte die Schaffung einer „internationalen wissenschaftlichen Begegnungsstätte“ angekündigt. Mediale Aufmerksamkeit erhielt Huss im Januar 2024 in Verbindung mit der Nutzung ihres Potsdamer Landhauses Adlon für das Treffen von Rechtsextremisten von Junger Alternative, Werteunion e. V., Friedrich A. von Hayek-Gesellschaft und Identitärer Bewegung. Mit dem AfD-Politiker Maximilian Krah besuchte Huss eine vom Young Republican Club für Donald Trumps ausgerichtete Wahlkampfveranstaltung in New York City. Markus Buschkühl, parteiloser Bürgermeister Reinsbergs, kündigte Widerstand gegen eine mögliche Nutzung des Schlosses für extremistische Veranstaltungen an.
Bis Februar 2024 erfolgten Bauantrag und verschiedene Sicherungsarbeiten am Objekt, seitdem waren keinen Baumaßnahmen oder Vorgänge mehr festzustellen. Rechtliche Möglichkeiten gegen die verfassungsgemäße Nutzung des Schlossgebäudes, stehen der Gemeinde nicht zur Verfügung.

## Park und Freibad
Der Park steht Spaziergängern offen. Der hinter dem Park liegende BadePark ist seit 1978 das Freibad für Feriengäste und Einwohner von Reinsberg und Umgebung und befindet sich gleich neben dem Naturschutzgebiet Grabentour.

## Sonstiges
Aus der Literatur von Volkmar Geupel geht hervor, dass nicht nur in Oberreinsberg eine Höhenburg in Spornlage bestand (überbaut vom Schloß). In Niederreinsberg existiert ein zweiter Burgstall einer mittelalterlichen Spornburg, genannt "Zollhaus".